# Dominique de Bonnefoy
Pour les articles homonymes, voir Bonnefoy.
Dominique de Bonnefoy, Domènec Bonafés,  né en Espagne, est un cardinal espagnol, créé par l'antipape d'Avignon Benoît XIII. Il est membre de l'ordre des chartreux.

## Biographie
En 1415, une bulle de Benoît XIII autorise le transfert dans un endroit plus approprié pour remplir les conditions nécessaires pour développer l'activité des deux chartreuses voisines, Valparaiso et Saint-Paul-de-la-Mer. Dominique de Bonnefoy, prieur de la Chartreuse de Saint-Jacques de Valparaíso, achète l'ancien couvent de chanoinesses régulières de Saint Augustin, Notre-Dame de Montalegre, appartenant à l'hôpital de la Sainte-Croix de Barcelone. La communauté de Valparaiso se transfère à Montalègre en 1415. Dominique de Bonnefoy est prieur de la Chartreuse Notre-Dame de Montalegre de 1415 à 1418.
Il est créé cardinal au consistoire du 22 mai 1423 par l'antipape Benoît XIII. Il participe au conclave de 1423, à l'issue duquel Clément VIII est élu. L'antipape l'emprisonne pendant trois ans pour avoir correspondu avec le pseudo-cardinal Jean Carrier. Il est excommunié par le pape Martin V et se soumet en 1429 au légat du pape, Pierre de Foix.